# Élections municipales de 2021 dans L'Islet
Pour un article plus général, voir Élections municipales de 2021 en Chaudière-Appalaches.
Cet article concerne les élections municipales de 2021 en Chaudière-Appalaches dans la municipalité régionale de comté à L'Islet.

## L'Islet

### L'Islet
Résultats
|             | Élection (2017)                                                                     | Dissolution (2021)                                                                      | Élection (2021)                                                                                  |
| Maire       | Jean-François Pelletier                                                             | Jean-François Pelletier                                                                 | Germain Pelletier                                                                                |
| Conseillers | Alain Lord Florian Pelletier Denis Proulx Pascal Bernier Raymond Caron Jean Lacerte | Jean-Demond Caouette Florian Pelletier Vacant Pascal Bernier Raymond Caron Jean Lacerte | Jean-Demond Caouette Stéphane Poitras Serge Kirouac Pascal Bernier André Blanchet Simon Beaudoin |

| Candidats pour la mairie | Vote            | %               |
| ------------------------ | --------------- | --------------- |
| Germain Pelletier        | Sans opposition | Sans opposition |

| Candidats conseiller #1        | Vote            | %               |
| ------------------------------ | --------------- | --------------- |
| Jean-Edmond Caouette (sortant) | Sans opposition | Sans opposition |

| Candidats conseiller #2 | Vote            | %               |
| ----------------------- | --------------- | --------------- |
| Stéphane Poitras        | Sans opposition | Sans opposition |

| Candidats conseiller #3 | Vote            | %               |
| ----------------------- | --------------- | --------------- |
| Serge Kirouac           | Sans opposition | Sans opposition |

| Candidats conseiller #4  | Vote            | %               |
| ------------------------ | --------------- | --------------- |
| Pascal Bernier (sortant) | Sans opposition | Sans opposition |

| Candidats conseiller #5 | Vote            | %               |
| ----------------------- | --------------- | --------------- |
| André Blanchet          | Sans opposition | Sans opposition |

| Candidats conseiller #6 | Vote            | %               |
| ----------------------- | --------------- | --------------- |
| Simon Beaudoin          | Sans opposition | Sans opposition |

### Saint-Adalbert
Résultats
|             | Élection (2017)                                                                                    | Dissolution (2021)                                                                                     | Élection (2021)                                                                                         |
| Maire       | René Laverdière                                                                                    | René Laverdière                                                                                        | René Laverdière                                                                                         |
| Conseillers | Marjolaine Leblanc Jonathan Gill France Thibodeau Simon Bourgault Karine Godbout Rémi Vaillancourt | Marjolaine Leblanc Vanessa Chouinard France Thibodeau Simon Bourgault Karine Godbout Rémi Vaillancourt | Marjolaine Leblanc Vanessa Chouinard France Thibodeau Simon Bourgault Véronique Côté Catherien Bilodeau |

| Candidats pour la mairie  | Vote            | %               |
| ------------------------- | --------------- | --------------- |
| René Laverdière (sortant) | Sans opposition | Sans opposition |

| Candidats conseiller #1       | Vote            | %               |
| ----------------------------- | --------------- | --------------- |
| Marjolaine Leblanc (sortante) | Sans opposition | Sans opposition |

| Candidats conseiller #2      | Vote            | %               |
| ---------------------------- | --------------- | --------------- |
| Vanessa Chouinard (sortante) | Sans opposition | Sans opposition |

| Candidats conseiller #3     | Vote            | %               |
| --------------------------- | --------------- | --------------- |
| France Thibodeau (sortante) | Sans opposition | Sans opposition |

| Candidats conseiller #4   | Vote            | %               |
| ------------------------- | --------------- | --------------- |
| Simon Bourgault (sortant) | Sans opposition | Sans opposition |

| Candidats conseiller #5 | Vote            | %               |
| ----------------------- | --------------- | --------------- |
| Véronique Côté          | Sans opposition | Sans opposition |

| Candidats conseiller #6 | Vote            | %               |
| ----------------------- | --------------- | --------------- |
| Catherine Bilodeau      | Sans opposition | Sans opposition |

- Démission de Véronique Côté, conseillère #5, le 24 mai 2023[1].

- Élection sans opposition d'Annik Chabot au poste de conseillère #5 le 23 juillet 2023[2].

| Candidats conseiller #5 | Vote            | %               |
| ----------------------- | --------------- | --------------- |
| Annik Chabot            | Sans opposition | Sans opposition |

### Saint-Aubert
Résultats
|             | Élection (2017)                                                                          | Dissolution (2021)                                                                       | Élection (2021)                                                                               |
| Maire       | Ghislain Deschenes                                                                       | Ghislain Deschenes                                                                       | Ghislain Deschenes                                                                            |
| Conseillers | Sébastien Charrois Lucien Pelletier Pierre Dumas David Racine Alain Bélanger Michel Paré | Sébastien Charrois Lucien Pelletier Pierre Dumas David Racine Alain Bélanger Michel Paré | Corrine Lizotte Lucien Pelletier Pierre Dumas Mikaël St-Pierre Lucie Turcotte François Diguer |

| Candidats pour la mairie     | Vote            | %               |
| ---------------------------- | --------------- | --------------- |
| Ghislain Deschênes (sortant) | Sans opposition | Sans opposition |

| Candidats district #1 | Vote            | %               |
| --------------------- | --------------- | --------------- |
| Corrine Lizotte       | Sans opposition | Sans opposition |

| Candidats district #2      | Vote | %     |
| -------------------------- | ---- | ----- |
| Lucien Pelletier (sortant) | 35   | 66,04 |
| Jérôme Normand             | 18   | 33,96 |

| Candidats district #3  | Vote            | %               |
| ---------------------- | --------------- | --------------- |
| Pierre Dumas (sortant) | Sans opposition | Sans opposition |

| Candidats district #4 | Vote | %     |
| --------------------- | ---- | ----- |
| Mikaël St-Pierre      | 60   | 74,07 |
| Mathieu Maltais       | 21   | 25,93 |

| Candidats district #5 | Vote            | %               |
| --------------------- | --------------- | --------------- |
| Lucie Turcotte        | Sans opposition | Sans opposition |

| Candidats district #6 | Vote            | %               |
| --------------------- | --------------- | --------------- |
| François Diguer       | Sans opposition | Sans opposition |

### Saint-Cyrille-de-Lessard
Résultats
|             | Élection (2017)                                                                                      | Dissolution (2021)                                                                                   | Élection (2021)                                                                                  |
| Maire       | Denise Deschênes                                                                                     | Denise Deschênes                                                                                     | Aucune candidature                                                                               |
| Conseillers | Pier-Alexandre Caron Johanne Pelletier Julien A. Caron Jocelyn Caron Philippe Mainguy Marilyn Fortin | Pier-Alexandre Caron Johanne Pelletier Julien A. Caron Jocelyn Caron Philippe Mainguy Marilyn Fortin | André Bonenfant Kévin Marcoux Aucune candidature Claude Dubé Nelson Cloutier Jérôme C. Pelletier |

| Candidats pour la mairie | Vote | % |
| ------------------------ | ---- | - |
| Aucune candidature       |      |   |

| Candidats conseiller #1 | Vote            | %               |
| ----------------------- | --------------- | --------------- |
| André Bonenfant         | Sans opposition | Sans opposition |

| Candidats conseiller #2 | Vote            | %               |
| ----------------------- | --------------- | --------------- |
| Kévin Marcoux           | Sans opposition | Sans opposition |

| Candidats conseiller #3 | Vote | % |
| ----------------------- | ---- | - |
| Aucune candidature      |      |   |

| Candidats conseiller #4 | Vote            | %               |
| ----------------------- | --------------- | --------------- |
| Claude Dubé             | Sans opposition | Sans opposition |

| Candidats conseiller #5 | Vote            | %               |
| ----------------------- | --------------- | --------------- |
| Nelson Cloutier         | Sans opposition | Sans opposition |

| Candidats conseiller #6 | Vote            | %               |
| ----------------------- | --------------- | --------------- |
| Jérôme C. Pelletier     | Sans opposition | Sans opposition |

- Puisqu'il n'y a aucune candidature pour la mairie, Denise Deschênes, mairesse, poursuit son mandat jusqu'au élection du 12 décembre 2021[3].

- Élection de Michel St-Pierre au poste de conseiller #3 le 12 décembre 2021[4].

| Candidats conseiller #3 | Vote | %   |
| ----------------------- | ---- | --- |
| Michel St-Pierre        | n/d  | n/d |

- Élection de Michael Caron au poste de maire le 12 décembre 2021[5].

| Candidats pour la mairie                | Vote | %    |
| --------------------------------------- | ---- | ---- |
| Michel Caron                            | n/d  | 53,0 |
| Denise Deschênes (sortante de ce poste) | n/d  | n/d  |
| Luc Caron                               | n/d  | n/d  |

- Démission de Michel Caron, maire, le 6 septembre 2022 en raison du climat houleux au sein du conseil municipal[6]. Nelson Cloutier, conseiller #5, exerce la fonction de maire suppléant pendant l'intérim[7].

- Démission de Michel St-Pierre, conseiller #3, avant la séance du 5 décembre 2022 pour se présenter à l'élection partielle pour la mairie[8].

- Élection de Michel St-Pierre au poste de maire le 11 décembre 2022[9].

| Candidats pour la mairie | Vote      | %   |
| ------------------------ | --------- | --- |
| Michel St-Pierre         | 264       | n/d |
| Richard Bernier          | 23        | n/d |
| Bulletins rejetés        | 5         |     |
| Taux de participation    | 292 / 787 | 37  |

- Élection de Claire Dumont au poste de conseillère #3 le 26 février 2023[10].

| Candidats conseiller #3 | Vote | %   |
| ----------------------- | ---- | --- |
| Claire Dumont           | n/d  | n/d |

### Saint-Damase-de-L'Islet
Résultats
|             | Élection (2017)                                                                        | Dissolution (2021)                                                                     | Élection (2021)                                                                                 |
| Maire       | Paulette Lord                                                                          | Anne Caron                                                                             | Anne Caron                                                                                      |
| Conseillers | Gaétan Lord Cathy Michaud Jacques Leclerc Jonathan Duval Marcel Pelletier Pierre Caron | Gaétan Lord Cathy Michaud Jacques Leclerc Jonathan Duval Marcel Pelletier Pierre Caron | Guillaume Lapointe Cathy Michaud Marie-Jean Pellerin Jonathan Duval Monique Gamache Damien Jean |

| Candidats pour la mairie | Vote            | %               |
| ------------------------ | --------------- | --------------- |
| Anne Caron (sortante)    | Sans opposition | Sans opposition |

| Candidats conseiller #1 | Vote            | %               |
| ----------------------- | --------------- | --------------- |
| Guillaume Lapointe      | Sans opposition | Sans opposition |

| Candidats conseiller #2  | Vote            | %               |
| ------------------------ | --------------- | --------------- |
| Cathy Michaud (sortante) | Sans opposition | Sans opposition |

| Candidats conseiller #3   | Vote | %     |
| ------------------------- | ---- | ----- |
| Marie-Jean Pellerin       | 78   | 59,54 |
| Jacques Leclerc (sortant) | 53   | 40,46 |

| Candidats conseiller #4  | Vote            | %               |
| ------------------------ | --------------- | --------------- |
| Jonathan Duval (sortant) | Sans opposition | Sans opposition |

| Candidats conseiller #5 | Vote            | %               |
| ----------------------- | --------------- | --------------- |
| Monique Gamache         | Sans opposition | Sans opposition |

| Candidats conseiller #6 | Vote            | %               |
| ----------------------- | --------------- | --------------- |
| Damien Jean             | Sans opposition | Sans opposition |

### Saint-Jean-Port-Joli
Résultats
|             | Élection (2017)                                                                                | Dissolution (2021)                                                                             | Élection (2021)                                                                             |
| Maire       | Normand Caron                                                                                  | Normand Caron                                                                                  | Normand Caron                                                                               |
| Conseillers | Jean-Pierre Lebel Stanley Bélanger Anthony Hallé Pierre Bussières Lyne Jacques Richard Bernier | Jean-Pierre Lebel Stanley Bélanger Anthony Hallé Pierre Bussières Lyne Jacques Richard Bernier | Jean-Pierre Lebel Stanley Bélanger Anthony Hallé Brigitte Caron Lyne Jacques Ginette Plante |

| Candidats pour la mairie | Vote            | %               |
| ------------------------ | --------------- | --------------- |
| Normand Caron (sortant)  | Sans opposition | Sans opposition |

| Candidats conseiller #1     | Vote            | %               |
| --------------------------- | --------------- | --------------- |
| Jean-Pierre Lebel (sortant) | Sans opposition | Sans opposition |

| Candidats conseiller #2    | Vote            | %               |
| -------------------------- | --------------- | --------------- |
| Stanley Bélanger (sortant) | Sans opposition | Sans opposition |

| Candidats conseiller #3 | Vote            | %               |
| ----------------------- | --------------- | --------------- |
| Anthony Hallé (sortant) | Sans opposition | Sans opposition |

| Candidats conseiller #4 | Vote            | %               |
| ----------------------- | --------------- | --------------- |
| Brigitte Caron          | Sans opposition | Sans opposition |

| Candidats conseiller #5 | Vote            | %               |
| ----------------------- | --------------- | --------------- |
| Lyne Jacques (sortante) | Sans opposition | Sans opposition |

| Candidats conseiller #6 | Vote            | %               |
| ----------------------- | --------------- | --------------- |
| Ginette Plante          | Sans opposition | Sans opposition |

### Saint-Marcel
Résultats
|             | Élection (2017)                                                        | Dissolution (2021)                                                          | Élection (2021)                                                                                |
| Maire       | Eddy Morin                                                             | Hervé Dancause                                                              | Mélanie Bourgault                                                                              |
| Conseillers | Aucune candidature Jocelyn Couillard Aucune candidature Hervé Dancause | Vacant Diane Turcotte Jocelyn Couillard Jacques Morin Réjean Couture Vacant | Gabriel Bélanger Lorraine Michaud Frédéric Caron Jacques Morin Clément Bernier Réal Petitclerc |

| Candidats pour la mairie | Vote            | %               |
| ------------------------ | --------------- | --------------- |
| Mélanie Bourgault        | Sans opposition | Sans opposition |

| Candidats conseiller #1 | Vote            | %               |
| ----------------------- | --------------- | --------------- |
| Gabriel Bélanger        | Sans opposition | Sans opposition |

| Candidats conseiller #2 | Vote            | %               |
| ----------------------- | --------------- | --------------- |
| Lorraine Michaud        | Sans opposition | Sans opposition |

| Candidats conseiller #3 | Vote            | %               |
| ----------------------- | --------------- | --------------- |
| Frédéric Caron          | Sans opposition | Sans opposition |

| Candidats conseiller #4 | Vote            | %               |
| ----------------------- | --------------- | --------------- |
| Jacques Morin (sortant) | Sans opposition | Sans opposition |

| Candidats conseiller #5 | Vote            | %               |
| ----------------------- | --------------- | --------------- |
| Clément Bernier         | Sans opposition | Sans opposition |

| Candidats conseiller #6 | Vote            | %               |
| ----------------------- | --------------- | --------------- |
| Réal Petitclerc         | Sans opposition | Sans opposition |

- Démission de Frédéric Caron, conseiller #3, annoncée lors de la séance du 13 décembre 2022[11].

- Entrée au conseil de Stéphane Morneau au poste de conseiller #3 dès la séance du 20 mars 2023[12].

| Candidats conseiller #3 | Vote | %   |
| ----------------------- | ---- | --- |
| Stéphane Morneau        | n/d  | n/d |

### Saint-Omer
Résultats
|             | Élection (2017)                                                                            | Dissolution (2021)                                                                               | Élection (2021)                                                                                       |
| Maire       | Clément Fortin                                                                             | Vacant                                                                                           | Nathalie Chouinard                                                                                    |
| Conseillers | Jeffrey Hayes Marcel Langlois Audrey Godbout Diane Leblanc Nathalie Chouinard Martin Morin | Jeffrey Hayes Marcel Langlois Audrey Godbout Diane Leblanc Nathalie Chouinard Claudette Blanchet | René Laterreur Claude Lafond Huguette Gauthier Roy Diane Leblanc Nathalie Beaumont Claudette Blanchet |

| Taux de participation :                | Taux de participation :                | Taux de participation :                | Taux de participation :                | Taux de participation :                | 59,1 % |
| Nombre de votes valides :              | Nombre de votes valides :              | Nombre de votes valides :              | Nombre de votes valides :              | Nombre de votes valides :              | 205    |
| Nombre de votes rejetées à la mairie : | Nombre de votes rejetées à la mairie : | Nombre de votes rejetées à la mairie : | Nombre de votes rejetées à la mairie : | Nombre de votes rejetées à la mairie : | 3      |
| Nombre d'électeurs inscrits :          | Nombre d'électeurs inscrits :          | Nombre d'électeurs inscrits :          | Nombre d'électeurs inscrits :          | Nombre d'électeurs inscrits :          | 352    |

| Candidats pour la mairie                       | Vote | %     |
| ---------------------------------------------- | ---- | ----- |
| Nathalie Chouinard (sortante d'un autre poste) | 138  | 67,32 |
| Lauréat Fortin                                 | 67   | 32,68 |

| Candidats conseiller #1 | Vote | %     |
| ----------------------- | ---- | ----- |
| René Laterreur          | 123  | 59,71 |
| Denis Thibeault         | 83   | 40,29 |

| Candidats conseiller #2 | Vote | %     |
| ----------------------- | ---- | ----- |
| Claude Lafond           | 129  | 62,93 |
| Marcel Avoine           | 76   | 37,07 |

| Candidats conseiller #3 | Vote | %     |
| ----------------------- | ---- | ----- |
| Huguette Gauthier Roy   | 106  | 51,71 |
| Nathalie Pelletier      | 99   | 48,29 |

| Candidats conseiller #4  | Vote | %     |
| ------------------------ | ---- | ----- |
| Diane Leblanc (sortante) | 148  | 71,50 |
| Chantal Moisan           | 59   | 28,50 |

| Candidats conseiller #5 | Vote | %     |
| ----------------------- | ---- | ----- |
| Nathalie Beaumont       | 145  | 70,05 |
| Jocelyn Caron           | 62   | 29,95 |

| Candidats conseiller #6       | Vote | %     |
| ----------------------------- | ---- | ----- |
| Claudette Blanchet (sortante) | 116  | 56,31 |
| Éric Caron                    | 90   | 43,69 |

- Démission de Huguette Gauthier Roy, conseillère #3, annoncée lors de la séance du 7 novembre 2022[13].

- Démission de Claude Lafond, conseiller #2, annoncée lors de la séance du 5 décembre 2022[14].

- Élection sans opposition de Gaston Daigle au poste de conseiller #2 et d'Éric Caron au poste de conseiller #3 le 3 février 2023[15].

| Candidats conseiller #2 | Vote            | %               |
| ----------------------- | --------------- | --------------- |
| Gaston Daigle           | Sans opposition | Sans opposition |

| Candidats conseiller #3 | Vote            | %               |
| ----------------------- | --------------- | --------------- |
| Éric Caron              | Sans opposition | Sans opposition |

- Démissions d'Éric Caron, conseiller #3, et de Diane Leblanc, conseillère #4, annoncées lors de la séance du 5 septembre 2023[16].

- Élection de Robert Lambert au poste de conseiller #3 et de Daniel Pichruck au poste de conseiller #4 le 5 novembre 2023[17].

| Candidats conseiller #3 | Vote | %     |
| ----------------------- | ---- | ----- |
| Robert Lambert          | 49   | 60,49 |
| Linda Thiboutot         | 32   | 39,51 |

| Candidats conseiller #4 | Vote | %     |
| ----------------------- | ---- | ----- |
| Daniel Pichruck         | 50   | 62,50 |
| Marcel Avoine           | 30   | 37,50 |

### Saint-Pamphile
Résultats
|             | Élection (2017)                                                                                    | Dissolution (2021)                                                                                 | Élection (2021)                                                                                 |
| Maire       | Mario Leblanc                                                                                      | Mario Leblanc                                                                                      | Mario Leblanc                                                                                   |
| Conseillers | Francine Couette Luc Paris Sébastien Thibault Simon Pelletier Marlène Bourgault Clermont Pelletier | Francine Couette Luc Paris Sébastien Thibault Simon Pelletier Marlène Bourgault Clermont Pelletier | Francine Couette Karine Godbout Sébastien Thibault Marlène Bourgault Richard Côté Gaétan Anctil |

| Candidats pour la mairie | Vote            | %               |
| ------------------------ | --------------- | --------------- |
| Mario Leblanc (sortant)  | Sans opposition | Sans opposition |

| Candidats conseiller #1     | Vote            | %               |
| --------------------------- | --------------- | --------------- |
| Francine Couette (sortante) | Sans opposition | Sans opposition |

| Candidats conseiller #2 | Vote | %     |
| ----------------------- | ---- | ----- |
| Karine Godbout          | 411  | 75,55 |
| Luc Paris (sortant)     | 133  | 24,45 |

| Candidats conseiller #3      | Vote            | %               |
| ---------------------------- | --------------- | --------------- |
| Sébastien Thibault (sortant) | Sans opposition | Sans opposition |

| Candidats conseiller #4      | Vote            | %               |
| ---------------------------- | --------------- | --------------- |
| Marlène Bourgault (sortante) | Sans opposition | Sans opposition |

| Candidats conseiller #5 | Vote | %     |
| ----------------------- | ---- | ----- |
| Richard Côté            | 271  | 50,19 |
| Paul-André Leblanc      | 269  | 49,81 |

| Candidats conseiller #6 | Vote            | %               |
| ----------------------- | --------------- | --------------- |
| Gaétan Anctil           | Sans opposition | Sans opposition |

### Saint-Roch-des-Aulnaies
Résultats
|             | Élection (2017)                                                                         | Dissolution (2021)                                                                 | Élection (2021)                                                                                     |
| Maire       | André Simard                                                                            | André Simard                                                                       | André Simard                                                                                        |
| Conseillers | Guillaume Duval Gérald Bérard Yves Plante Maxime Castonguay Michel Poitras Claude Hudon | Vacant Gérald Bérard Diane Renaud Maxime Castonguay Gervais Pelletier Claude Hudon | Roxane Martine Coutu Gérald Bérard Sylvie Tremblay Maxime Castonguay Gervais Pelletier Claude Hudon |

| Candidats pour la mairie | Vote            | %               |
| ------------------------ | --------------- | --------------- |
| André Simard (sortant)   | Sans opposition | Sans opposition |

| Candidats conseiller #1 | Vote            | %               |
| ----------------------- | --------------- | --------------- |
| Roxanne Martine Coutu   | Sans opposition | Sans opposition |

| Candidats conseiller #2 | Vote            | %               |
| ----------------------- | --------------- | --------------- |
| Gérald Bérard (sortant) | Sans opposition | Sans opposition |

| Candidats conseiller #3 | Vote            | %               |
| ----------------------- | --------------- | --------------- |
| Sylvie Tremblay         | Sans opposition | Sans opposition |

| Candidats conseiller #4     | Vote            | %               |
| --------------------------- | --------------- | --------------- |
| Maxime Castonguay (sortant) | Sans opposition | Sans opposition |

| Candidats conseiller #5     | Vote            | %               |
| --------------------------- | --------------- | --------------- |
| Gervais Pelletier (sortant) | Sans opposition | Sans opposition |

| Candidats conseiller #6 | Vote            | %               |
| ----------------------- | --------------- | --------------- |
| Claude Hudon (sortant)  | Sans opposition | Sans opposition |

- Démission de Maxime Castonguay, conseiller #4, le 2 juin 2023 pour raisons personnelles[18].

- Élection sans opposition de Henri Guimont au poste de conseiller #4 le 1er octobre 2023[19].

| Candidats conseiller #4 | Vote            | %               |
| ----------------------- | --------------- | --------------- |
| Henri Guimont           | Sans opposition | Sans opposition |

### Sainte-Félicité
Résultats
|             | Élection (2017)                                                             | Dissolution (2021)                                                                              | Élection (2021)                                                                                |
| Maire       | Alphé St-Pierre                                                             | Alphé St-Pierre                                                                                 | Alphé St-Pierre                                                                                |
| Conseillers | Aucune candidature Guylaine Chouinard Guy Pellerin Donat Morneau Annie Bois | Yves Pelletier Solange Pelletier Guylaine Chouinard Guy Pellerin Christian Thériault Annie Bois | Lucie Bourgault Yves Pelletier Guylaine Chouinard Guy Pellerin Lucien Pelletier Réjean Morneau |

| Candidats pour la mairie  | Vote            | %               |
| ------------------------- | --------------- | --------------- |
| Alphé St-Pierre (sortant) | Sans opposition | Sans opposition |

| Candidats conseiller #1 | Vote            | %               |
| ----------------------- | --------------- | --------------- |
| Lucie Bourgault         | Sans opposition | Sans opposition |

| Candidats conseiller #2  | Vote            | %               |
| ------------------------ | --------------- | --------------- |
| Yves Pelletier (sortant) | Sans opposition | Sans opposition |

| Candidats conseiller #3       | Vote            | %               |
| ----------------------------- | --------------- | --------------- |
| Guylaine Chouinard (sortante) | Sans opposition | Sans opposition |

| Candidats conseiller #4 | Vote            | %               |
| ----------------------- | --------------- | --------------- |
| Guy Pellerin (sortant)  | Sans opposition | Sans opposition |

| Candidats conseiller #5 | Vote            | %               |
| ----------------------- | --------------- | --------------- |
| Lucien Pelletier        | Sans opposition | Sans opposition |

| Candidats conseiller #6 | Vote | %     |
| ----------------------- | ---- | ----- |
| Réjean Morneau          | 71   | 58,20 |
| Mathieu St-Pierre       | 51   | 41,80 |

### Sainte-Louise
Résultats
|             | Élection (2017)                                                                                 | Dissolution (2021)                                                                  | Élection (2021)                                                                      |
| Maire       | Denis Gagnon                                                                                    | Normand Dubé                                                                        | Normand Dubé                                                                         |
| Conseillers | René Castonguay Aucune candidature Viateur Dubé Marc-André Dufour Aucune candidature Alain Bois | Jenny Dufour René Castonguay Viateur Dubé Marc-André Dufour Normand Dubé Alain Bois | René Castonguay Jenny Dufour Pierre Lizotte Marc-André Dufour Denis Boies Alain Bois |

| Taux de participation :                | Taux de participation :                | Taux de participation :                | Taux de participation :                | Taux de participation :                | 44,1 % |
| Nombre de votes valides :              | Nombre de votes valides :              | Nombre de votes valides :              | Nombre de votes valides :              | Nombre de votes valides :              | 280    |
| Nombre de votes rejetées à la mairie : | Nombre de votes rejetées à la mairie : | Nombre de votes rejetées à la mairie : | Nombre de votes rejetées à la mairie : | Nombre de votes rejetées à la mairie : | 1      |
| Nombre d'électeurs inscrits :          | Nombre d'électeurs inscrits :          | Nombre d'électeurs inscrits :          | Nombre d'électeurs inscrits :          | Nombre d'électeurs inscrits :          | 637    |

| Candidats pour la mairie | Vote | %     |
| ------------------------ | ---- | ----- |
| Normand Dubé (sortant)   | 256  | 91,43 |
| Clément Leclerc          | 24   | 8,57  |

| Candidats conseiller #1   | Vote            | %               |
| ------------------------- | --------------- | --------------- |
| René Castonguay (sortant) | Sans opposition | Sans opposition |

| Candidats conseiller #2 | Vote            | %               |
| ----------------------- | --------------- | --------------- |
| Jenny Dufour (sortante) | Sans opposition | Sans opposition |

| Candidats conseiller #3 | Vote            | %               |
| ----------------------- | --------------- | --------------- |
| Pierre Lizotte          | Sans opposition | Sans opposition |

| Candidats conseiller #1     | Vote            | %               |
| --------------------------- | --------------- | --------------- |
| Marc-André Dufour (sortant) | Sans opposition | Sans opposition |

| Candidats conseiller #5 | Vote            | %               |
| ----------------------- | --------------- | --------------- |
| Denis Boies (sortant)   | Sans opposition | Sans opposition |

| Candidats conseiller #6 | Vote            | %               |
| ----------------------- | --------------- | --------------- |
| Alain Bois (sortant)    | Sans opposition | Sans opposition |

- Déclaration de vacances du poste de conseillère #2 de Jenny Dufour lors de la séance du 6 septembre 2022[20].

- Entrée au conseil d'Arnaud Caron-Daneault au poste de conseiller #2 dès la séance du 20 décembre 2022[21].

| Candidats conseiller #2 | Vote | %   |
| ----------------------- | ---- | --- |
| Arnaud Caron-Daneault   | n/d  | n/d |

### Sainte-Perpétue
Résultats
|             | Élection (2017)                                                                                | Dissolution (2021)                                                                             | Élection (2021)                                                                         |
| Maire       | Céline Avoine Cloutier                                                                         | Céline Avoine Cloutier                                                                         | Claude Daigle                                                                           |
| Conseillers | Pierre Harton Donald Toussaint Gérald Melanson Stéphanie Lizotte Denis-Paul Ouellet Guy Joncas | Pierre Harton Donald Toussaint Gérald Melanson Stéphanie Lizotte Denis-Paul Ouellet Guy Joncas | Lise Anctil Nancy Lamarre Gilles Chouinard Marylou Mercier Guylaine Cloutier Guy Joncas |

| Taux de participation :                | Taux de participation :                | Taux de participation :                | Taux de participation :                | Taux de participation :                | 64,7 % |
| Nombre de votes valides :              | Nombre de votes valides :              | Nombre de votes valides :              | Nombre de votes valides :              | Nombre de votes valides :              | 910    |
| Nombre de votes rejetées à la mairie : | Nombre de votes rejetées à la mairie : | Nombre de votes rejetées à la mairie : | Nombre de votes rejetées à la mairie : | Nombre de votes rejetées à la mairie : | 10     |
| Nombre d'électeurs inscrits :          | Nombre d'électeurs inscrits :          | Nombre d'électeurs inscrits :          | Nombre d'électeurs inscrits :          | Nombre d'électeurs inscrits :          | 1 421  |

| Partis | Partis                | Candidats pour la mairie | Vote | %     |
| ------ | --------------------- | ------------------------ | ---- | ----- |
|        | L'Équipe du Renouveau | Claude Daigle            | 538  | 59,12 |
|        | Équipe Avoine         | Céline Avoine (sortante) | 372  | 40,88 |

| Partis | Partis                | Candidats conseiller #1 | Vote | %     |
| ------ | --------------------- | ----------------------- | ---- | ----- |
|        | L'Équipe du Renouveau | Lise Anctil             | 467  | 51,55 |
|        | Équipe Avoine         | Pierre Harton (sortant) | 439  | 48,45 |

| Partis | Partis                | Candidats conseiller #2    | Vote | %     |
| ------ | --------------------- | -------------------------- | ---- | ----- |
|        | L'Équipe du Renouveau | Nancy Lamarre              | 562  | 62,03 |
|        | Équipe Avoine         | Donald Toussaint (sortant) | 344  | 37,97 |

| Partis | Partis                | Candidats conseiller #3   | Vote | %     |
| ------ | --------------------- | ------------------------- | ---- | ----- |
|        | L'Équipe du Renouveau | Gilles Chouinard          | 568  | 62,90 |
|        | Équipe Avoine         | Gérald Melanson (sortant) | 335  | 37,10 |

| Partis | Partis                | Candidats conseiller #4      | Vote | %     |
| ------ | --------------------- | ---------------------------- | ---- | ----- |
|        | L'Équipe du Renouveau | Marylou Mercier              | 603  | 66,63 |
|        | Équipe Avoine         | Stéphanie Lizotte (sortante) | 302  | 33,37 |

| Partis | Partis                | Candidats conseiller #5      | Vote | %     |
| ------ | --------------------- | ---------------------------- | ---- | ----- |
|        | L'Équipe du Renouveau | Guylaine Cloutier            | 452  | 49,94 |
|        | Équipe Avoine         | Denis-Paul Ouellet (sortant) | 325  | 35,91 |
|        | Indépendante          | Linda Thiboutot              | 128  | 14,14 |

| Partis | Partis                | Candidats conseiller #6 | Vote | %     |
| ------ | --------------------- | ----------------------- | ---- | ----- |
|        | L'Équipe du Renouveau | Guy Joncas (sortant)    | 527  | 58,43 |
|        | Équipe Avoine         | André Daigle            | 375  | 41,57 |

### Tourville
Résultats
|             | Élection (2017)                                                                     | Dissolution (2021)                                                                  | Élection (2021)                                                                       |
| Maire       | Benoit Dubé                                                                         | Benoit Dubé                                                                         | Benoit Dubé                                                                           |
| Conseillers | Luce Morneau Lucia Joncas Vicky Labonté René Joncas Stéphanie Dubreuil Cynthia Bois | Luce Morneau Lucia Joncas Vicky Labonté René Joncas Stéphanie Dubreuil Cynthia Bois | Luce Morneau Lucia Joncas Vicky Labonté Benoit Gagnon Stéphanie Dubreuil Cynthia Bois |

| Candidats pour la mairie | Vote            | %               |
| ------------------------ | --------------- | --------------- |
| Benoit Dubé (sortant)    | Sans opposition | Sans opposition |

| Candidats conseiller #1 | Vote            | %               |
| ----------------------- | --------------- | --------------- |
| Luce Morneau (sortante) | Sans opposition | Sans opposition |

| Candidats conseiller #2 | Vote | %     |
| ----------------------- | ---- | ----- |
| Lucia Joncas (sortante) | 111  | 56,35 |
| Robyn Chouinard         | 86   | 43,65 |

| Candidats conseiller #3  | Vote            | %               |
| ------------------------ | --------------- | --------------- |
| Vicky Labonté (sortante) | Sans opposition | Sans opposition |

| Candidats conseiller #4 | Vote | %     |
| ----------------------- | ---- | ----- |
| Benoit Gagnon           | 117  | 58,21 |
| Jenny Joncas            | 84   | 41,79 |

| Candidats conseiller #5      | Vote            | %               |
| ---------------------------- | --------------- | --------------- |
| Stéphanie Dubreuil (sortant) | Sans opposition | Sans opposition |

| Candidats conseiller #6 | Vote            | %               |
| ----------------------- | --------------- | --------------- |
| Cynthia Bois (sortante) | Sans opposition | Sans opposition |